# Tierra Buena
Tierra Buena es un lugar designado por el censo ubicado en el condado de Sutter en el estado estadounidense de California. En el año 2004 tenía una población de 5,436 habitantes y una densidad poblacional de 515.4 personas por km².

## Geografía
Tierra Buena se encuentra ubicada en las coordenadas 39°10′N 121°40′O / 39.167, -121.667. Según la Oficina del Censo, la ciudad tiene un área total de 8,9 km² (3,4 mi²), de la cual 8,9 km² (3,4 mi²) es tierra y 0 km² (0 mi²) (0%) es agua.

## Demografía
Según la Oficina del Censo en 2000 los ingresos medios por hogar en la localidad eran de $52,358, y los ingresos medios por familia eran $59,009. Los hombres tenían unos ingresos medios de $38,897 frente a los $30,372 para las mujeres. La renta per cápita para la localidad era de $20,998. Alrededor del 7.2% de la población estaban por debajo del umbral de pobreza.